# Khu nghỉ dưỡng Janchivlin
Janchivlin (tiếng Mông Cổ:Жанчивлин) là một khu định cư và khu nghỉ dưỡng suối khoáng nóng ở sum Erdene, tỉnh Töv, Mông Cổ. Nó có một viện điều dưỡng được xây dựng vào thời kỳ cộng sản. Nó nằm cách trung tâm sum Erdene 20 km về phía đông nam và cách khu nghỉ dưỡng Ar Janchivlin 12 km về phía tây bắc.